# Сербский, Владимир Петрович
Влади́мир Петро́вич Се́рбский (14 (26) февраля 1858, Богородск — 23 марта (5 апреля) 1917, Москва) — русский врач-психиатр, один из основоположников судебной психиатрии в России.

## Биография
Владимир Петрович Сербский родился в 1858 году в Богородске (ныне Ногинск Московской области) в семье земского врача.
Когда В. П. Сербский подрос, его семья переехала в Москву, где он учился во 2-й Московской гимназии. После окончания гимназии поступил на Физико-математический факультет Московского университета, который окончил в 1880 году со степенью кандидата. В том же году поступил на медицинский факультет Московского университета. Так как у него уже было высшее образование, его сразу взяли на 3-й курс. В. П. Сербский увлёкся изучением нервных и психических болезней и стал одним из учеников С. С. Корсакова. В этот период Корсаков работал уже не столько над поиском форм ухода за душевнобольными (такие формы уже были найдены), сколько над изучением клинических картин психических заболеваний. Корсаков писал специальные истории болезни с клиническими разборами всех больных, и эти разборы давались для чтения Владимиру Петровичу Сербскому и Марии Фёдоровне Беккер. В этот период Корсаков писал, что у Сербского неправильный взгляд на себя, излишне скромное отношение к самому себе, слабое ощущение своей силы, духовной мощи и жизненного пульса.
В начале 1882 года Сербский подал прошение ректору Московского университета с просьбой выдать его бумаги для вступления в брак с девицей Анной Феликсовной Маевской (сестрой ботаника Петра Феликсовича Маевского). В брак они вступили 25 января 1882 года. В следующем году у них родилась дочь Зинаида.
В 1883 году В. П. Сербский защитил дипломную работу на тему «Клиническое значение альбуминурии», за которую получил серебряную медаль.
После окончания медицинского факультета В. П. Сербский начинал врачебную деятельность под руководством С. С. Корсакова в частной психиатрической лечебнице М. Ф. Беккер. В 1885 году В. П. Сербскому предложили заведовать земской психиатрической лечебницей в Тамбовской губернии, и он принял предложение и возглавлял лечебницу до 1887 года. Местным земством ему была предоставлена командировка в Австрию, где он почти год проработал в Венской психиатрической клинике под руководством Т. Мейнерта.
После возвращения из Австрии в 1887 году Сербский ещё несколько месяцев проработал в Тамбовской клинике для душевнобольных, а потом вернулся в Москву, где был избран на должность старшего ассистента в только что открытой психиатрической клиники Московского университета.
Один из учредителей Московского общества невропатологов и психиатров при Московском университете.
В 1891 году он защитил диссертацию на степень доктора медицины «Формы психического расстройства, описываемые под именем кататонии», и в 1892 году получил звание приват-доцента Московского университета. В. П. Сербский был первым преподавателем Московского университета, читавшим с 1892 года лекции по судебной психиатрии на юридическом и курс психиатрии на медицинском факультетах.
После смерти С. С. Корсакова В. П. Сербский фактически стал ведущим психиатром в России. В июне 1903 года он стал директором психиатрической клиники и экстраординарным профессором.
В 1905 году В. П. Сербский выступил с докладом, в котором показал, что созданная в стране обстановка способствует росту психических заболеваний. После съезда он выпустил книгу, в которой рассмотрел роль революции как фактора, влияющего на изменение сознания большого числа людей. Подобная позиция сказывалась отрицательно на его взаимоотношениях с властями.
Кафедру психиатрии Московского университета он возглавлял до 1911 года, когда в знак протеста против реакционной политики министра просвещения Л. А. Кассо, вышел в отставку и в этом же году на Первом съезде российских психиатров и невропатологов выступил с речью против правительственной политики подавления прав и свобод, что повлекло за собой закрытие съезда.
В 1913 году английское и шотландское общества психиатров избрали Сербского своим почётным членом и пригласили посетить Великобританию. В. П. Сербский принял приглашение. Его принимали как известнейшего учёного и общественного деятеля. Он выступал с лекциями, посещал клиники, консультировал больных. Руководство Эдинбургского университета предложило ему занять должность профессора, но он отказался и вернулся в Россию. В этом же году он публично разоблачил несостоятельную экспертизу по инспирированному властями антисемитскому делу М. Бейлиса, необоснованно обвинявшегося в убийстве мальчика для ритуальных целей.
После прихода к власти Временного правительства новый министр просвещения А. А. Мануйлов прислал Сербскому письмо, в котором приглашал его вернуться в Московский университет. Но к этому времени он был уже неизлечимо болен. Доживал последние дни в бедности, так как вышел в отставку, не выслужив пенсии. Почечная недостаточность вследствие хронического нефрита у него постепенно усугублялась, и 23 марта (5 апреля) 1917 года В. П. Сербский скончался. Похоронен на Новодевичьем кладбище.

## Научная деятельность
Под руководством В. П. Сербского тамбовская лечебница стала одним из наиболее передовых учреждений своего профиля в России. В лечебнице для больных были отменены смирительная рубашка и кожаные рукава. Широко стали применять труд и развлечения для больных, причём хронические больные составляли главный контингент работавших и принимавших участие в прогулках и других празднествах.
В. П. Сербский всегда выступал за то, чтобы относиться к больным прежде всего как к людям. Он не раз вступал в дискуссию с психиатром Э. Крепелиным, который прибегал к формализованной диагностике психических заболеваний. Рассматривая картину заболевания, Сербский учитывал не только душевные, но и физические недуги больных, стараясь воссоздать картину их взаимосвязи.
В. П. Сербский разрабатывал вопросы диагностики основных форм психозов. Впервые в мире он установил, что некоторые болезненные проявления, наблюдаемые у взрослых больных, являются следствием их детского слабоумия. Постепенно Сербский формулирует основные принципы методики, по которой психиатры теперь могли определять степень вменяемости больного, то есть способности критически оценивать свои поступки.
В. П. Сербский поддерживал и развивал положение A. У. Фрезе и В. X. Кандинского о значении физиологического понимания психических расстройств для правильного решения судебно-психиатрических вопросов. Он указал на заслуги B. X. Кандинского: «Необходимость установления в законе психологического критерия невменяемости с наибольшей убедительностью разработана покойным В. X. Кандинским, и мне остается лишь присоединиться к доводам талантливого врача-психолога».
В. П. Сербский впервые доказал несостоятельность учения К. Кальбаума о кататонии как самостоятельной болезни. В 1890 году В. П. Сербским было установлено, что кататонический симптомокомплекс может быть следствием шизофрении и других психозов.
В 1895 году В. П. Сербский выпустил первый том «Руководства по судебной психопатологии», посвящённый общетеоретическим вопросам и законодательству по судебной психиатрии, в котором освещались вопросы судебно-психиатрической теории и практики, а также законодательства для психических больных. Второй том «Руководства» вышел в свет в 1900 году. На протяжении многих десятилетий книга являлась настольным руководством психиатров всего мира. В этой книге впервые в мировой науке было представлено описание различных форм злокачественной шизофрении. Сербскому удалось показать, что точный диагноз может быть поставлен только на основе всестороннего обследования больного.
В. П. Сербский доказал, что с точки зрения психиатрии даже опасный преступник может быть больным человеком. В этом случае его следует изолировать от общества и начать лечить. Учёный был глубоко убеждён, что во многих преступлениях прежде всего виновата та среда, которая повлияла на формирование его личности. Он предложил ввести обязательную психиатрическую экспертизу для обвиняемых в совершении тяжких преступлений. Обычно по подобным делам выносились смертные приговоры.
В 1912 году В. П. Сербский организовал и возглавил Московский психиатрический кружок Малые пятницы, ставший одной из первых организационных структур, в состав и руководство которой вошли психоаналитики (М. М. Асатиани, Е. Н. Довбня, Н. Е. Осипов, О. Б. Фельцман и другие). Критиковал ряд положений учения 3. Фрейда и трудов российских психоаналитиков, в том числе своих учеников, но при этом поощрял обсуждение психоаналитических и психологических проблем, которое осуществлялось с первого дня работы кружка.
В. П. Сербский разработал современную форму патронажа психиатрических больных, был одним из основателей Журнала невропатологии и психиатрии имени С. С. Корсакова и Русского союза психиатров и невропатологов, был активным участником всех психиатрических и Пироговских съездов, выступая с программными докладами по вопросам судебной психиатрии, участвовал во многих сложных и ответственных судебно-психиатрических экспертизах по делам, вызывавшим большой общественный резонанс, смело отстаивая своё, всегда клинически обоснованное мнение.

## Научные труды
- Сербский В. П. Отчёт об осмотре психиатрических заведений в Австрии, Швейцарии, Франции, Германии и России, представленный тамбовской губернской земской управе. — Тамбов, 1886.
- Сербский В. П. Отчёт о состоянии лечебницы для душевнобольных при тамбовской земской больнице, 1886.
- Сербский В. П. Об острых формах умопомешательства // Медицинское Обозрение, 1885, № 3.
- Сербский В. П. Обзор отчётов о состоянии заведений для душевнобольных в России за 1890—1900 годы // Медицинское Обозрение, 1893—1902.
- Сербский В. П. По поводу проекта организации земского попечения о душевнобольных московского губернского земства. — М., 1893.
- Сербский В. П. Преподавание психиатрии для юристов // Сборник Правоведения, 1893.
- Сербский В. П. О судебно-психиатрической экспертизе // Труды V съезда Общества Русских Врачей в память Н. И. Пирогова.
- Сербский В. П. Судебная психопатология. Том I. — М., 1895.
- Сербский В. П. Судебная психопатология. Том II. — М., 1900.
- Сербский В. П. Об условиях помещения душевнобольных, совершивших преступления, в психиатрические больницы по определению суда и освобождения их. Международный союз криминалистов. Русская группа // Журнал Министерства Юстиции, 1901.
- Сербский В. П. К вопросу о раннем слабоумии (Dementia praecox) // Невропатология и психиатрия им. С. С. Корсакова, 1902.
- Сербский В. П. Продолжительность, течение и исходы душевных болезней, 1906.
- Сербский В. П. Распознавание душевных болезней. 1906.
- Сербский В. П. Руководство к изучению душевных болезней. — М., 1906.
- Сербский В. П. Краткая терапия душевных болезней. — М., 1911.
- Сербский В. П. Психиатрия. — М., 1912.

## Память
С 1921 года имя В. П. Сербского носит Центральный институт судебной психиатрии в Москве.

## Адреса в Москве
- Большой Афанасьевский переулок, дом № 3.